# Distrito 11 (Cidade de Ho Chi Minh)
O Distrito 11 (em Vietnameita:Quan 11) é um dos 24 distritos da Cidade de Ho Chi Minh, no Vietnam. Está localizado na zona central da cidade . Com uma área total de 5,14 km², o distrito tem uma população de 234 293 habitantes, de acordo com dados de 2010. O distrito está dividido em 16 pequenos subconjuntos que são chamados de alas.